# Beaumont-Pied-de-Boeuf, Sarthe
Beaumont-Pied-de-Boeuf är en kommun i departementet Sarthe i regionen Pays de la Loire i nordvästra Frankrike. Kommunen ligger i kantonen Château-du-Loir som tillhör arrondissementet La Flèche. År 2022 hade Beaumont-Pied-de-Boeuf 476 invånare.

## Befolkningsutveckling
Antalet invånare i kommunen Beaumont-Pied-de-Boeuf
| Referens: INSEE |